# Auriac (Pyrénées-Atlantiques)
Pour les articles homonymes, voir Auriac.
Auriac est une commune française, située dans le département des Pyrénées-Atlantiques en région Nouvelle-Aquitaine.

## Géographie

### Localisation
La commune d'Auriac se trouve dans le département des Pyrénées-Atlantiques, en région Nouvelle-Aquitaine.
Elle se situe à 23 km par la route de Pau, préfecture du département, et à 12 km de Serres-Castet, bureau centralisateur du canton des Terres des Luys et Coteaux du Vic-Bilh dont dépend la commune depuis 2015 pour les élections départementales.
La commune fait en outre partie du bassin de vie de Pau.
Les communes les plus proches sont : 
Astis (1,9 km), Miossens-Lanusse (1,9 km), Argelos (2,6 km), Lasclaveries (2,9 km), Thèze (3,5 km), Lalonquette (3,7 km), Carrère (4,2 km), Viven (4,5 km).
Sur le plan historique et culturel, Auriac fait partie de la province du Béarn, qui fut également un État et qui présente une unité historique et culturelle à laquelle s’oppose une diversité frappante de paysages au relief tourmenté.

### Communes limitrophes
Les communes limitrophes sont  Argelos, Astis, Lasclaveries, Miossens-Lanusse et Thèze.
| Thèze   |        | Miossens-Lanusse |
| Argelos | Auriac |                  |
|         | Astis  | Lasclaveries     |

### Hydrographie

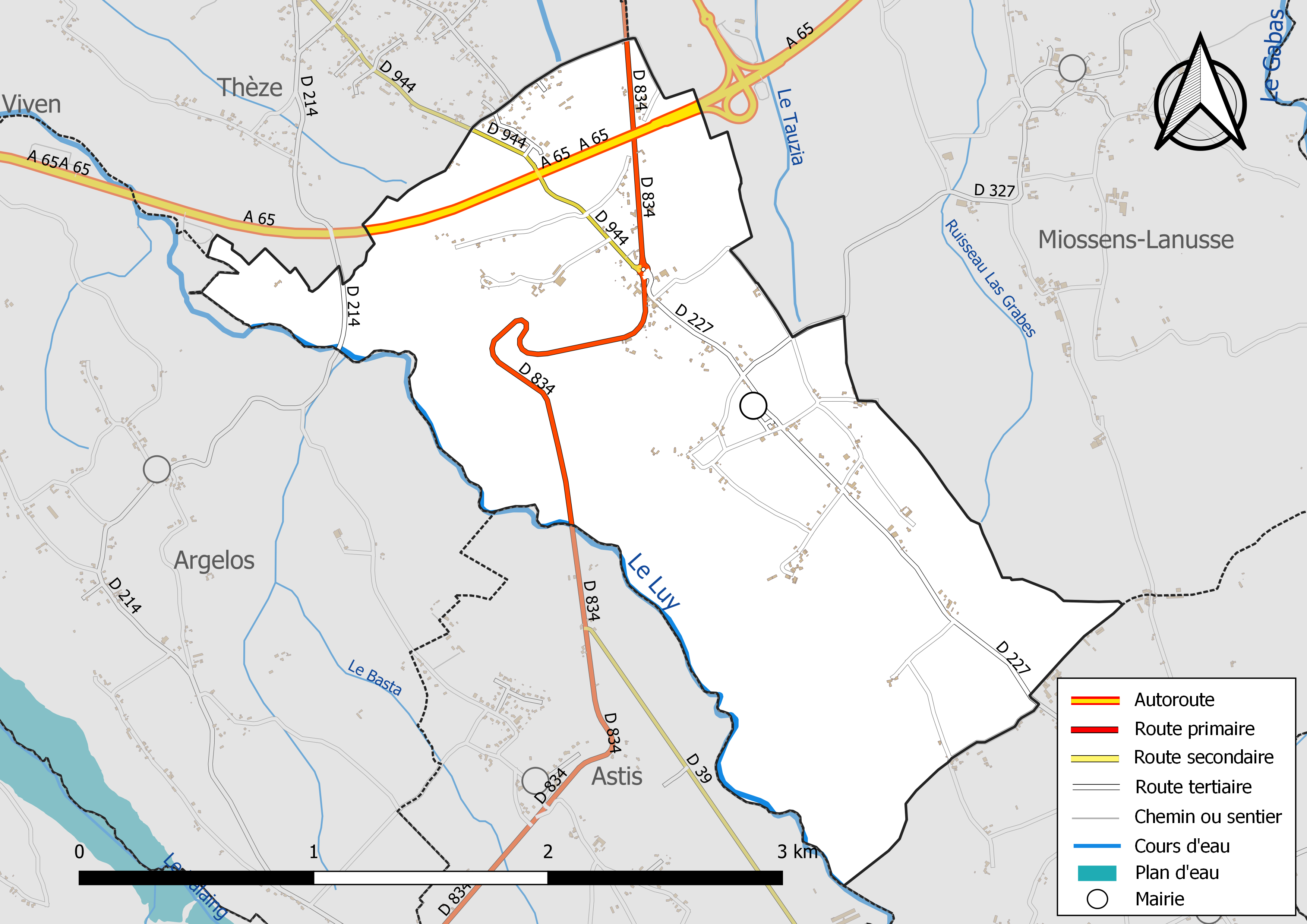
Réseaux hydrographique et routier d'Auriac.

La commune est drainée par le Luy,.
Le Luy, d'une longueur totale de 154,5 km, prend sa source dans la commune d'Espoey et s'écoule d'est en ouest. Il traverse la commune et se jette dans l'Adour à Rivière-Saas-et-Gourby, après avoir traversé 65 communes.

### Climat
Pour des articles plus généraux, voir Climat de la Nouvelle-Aquitaine et Climat des Pyrénées-Atlantiques.
Historiquement, la commune est exposée à un climat de montagne.  
En 2020, Météo-France publie une typologie des climats de la France métropolitaine dans laquelle la commune est toujours exposée à un climat de montagne et est dans la région climatique Pyrénées atlantiques, caractérisée par une pluviométrie élevée (>1 200 mm/an) en toutes saisons, des hivers très doux (7,5 °C en plaine) et des vents faibles.
Pour la période 1971-2000, la température annuelle moyenne est de 13 °C, avec une amplitude thermique annuelle de 14,5 °C. Le cumul annuel moyen de précipitations est de 1 146 mm, avec 11,3 jours de précipitations en janvier et 7,7 jours en juillet. Pour la période 1991-2020, la température moyenne annuelle observée sur la station météorologique la plus proche, située sur la commune d'Uzein à 11,31 km à vol d'oiseau, est de 13,7 °C et le cumul annuel moyen de précipitations est de 1 093,8 mm,. Pour l'avenir, les paramètres climatiques de la commune estimés pour 2050 selon différents scénarios d’émission de gaz à effet de serre sont consultables sur un site dédié publié par Météo-France en novembre 2022.

### Milieux naturels et biodiversité
Aucun espace naturel présentant un intérêt patrimonial n'est recensé sur la commune dans l'inventaire national du patrimoine naturel,,.

## Urbanisme

### Typologie
Au 1er janvier 2024, Auriac est catégorisée commune rurale à habitat très dispersé, selon la nouvelle grille communale de densité à sept niveaux définie par l'Insee en 2022.
Elle est située hors unité urbaine. Par ailleurs la commune fait partie de l'aire d'attraction de Pau, dont elle est une commune de la couronne,. Cette aire, qui regroupe 227 communes, est catégorisée dans les aires de 200 000 à moins de 700 000 habitants,.

### Occupation des sols

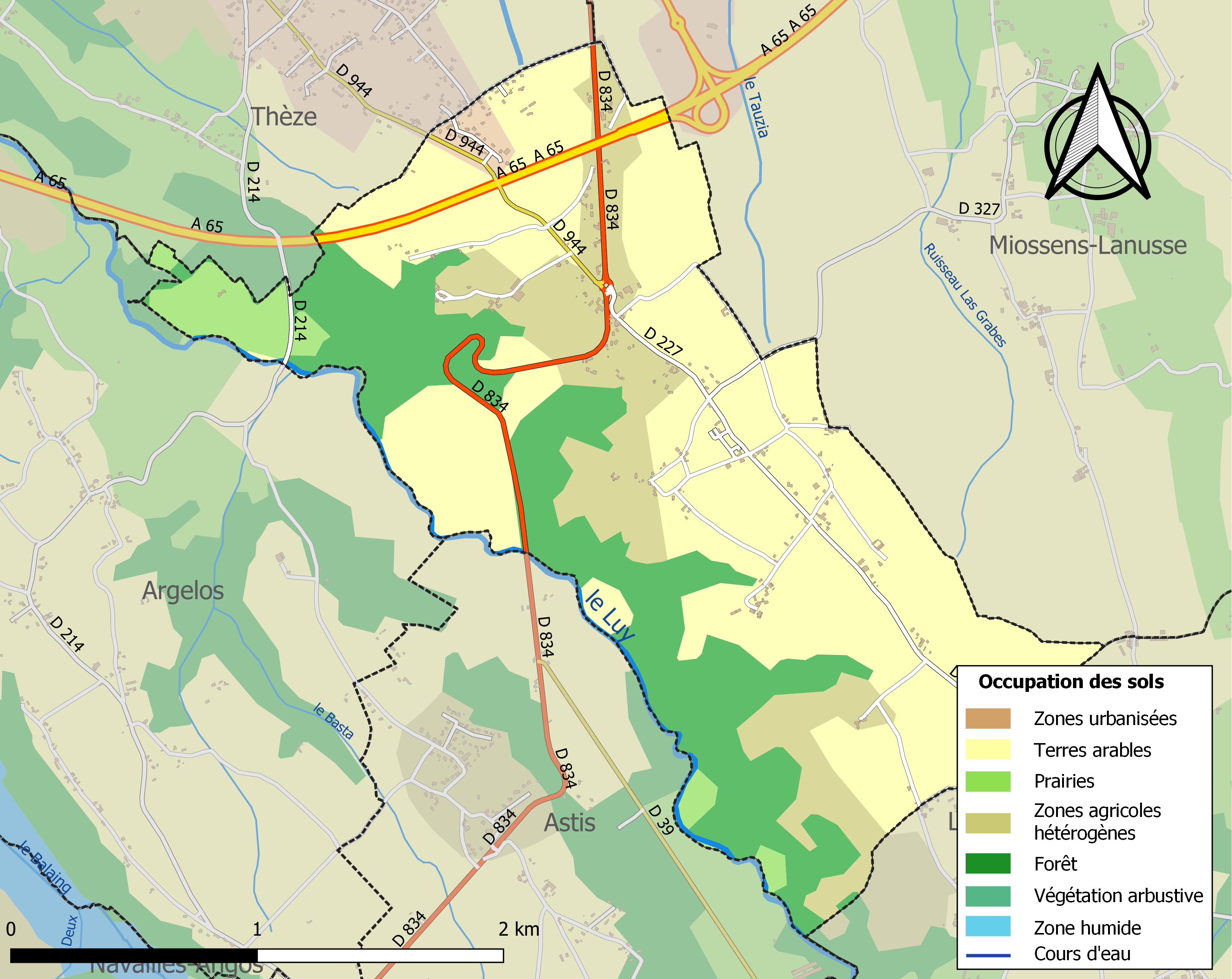
Carte des infrastructures et de l'occupation des sols de la commune en 2018 (CLC).

L'occupation des sols de la commune, telle qu'elle ressort de la base de données européenne d’occupation biophysique des sols Corine Land Cover (CLC), est marquée par l'importance des territoires agricoles (74,6 % en 2018), en diminution par rapport à 1990 (75,9 %). La répartition détaillée en 2018 est la suivante : 
terres arables (53,8 %), forêts (24,3 %), zones agricoles hétérogènes (16,4 %), prairies (4,4 %), zones urbanisées (1,1 %). L'évolution de l’occupation des sols de la commune et de ses infrastructures peut être observée sur les différentes représentations cartographiques du territoire : la carte de Cassini (XVIIIe siècle), la carte d'état-major (1820-1866) et les cartes ou photos aériennes de l'IGN pour la période actuelle (1950 à aujourd'hui).

### Lieux-dits et hameaux
- Alpin[6]
- Baix[6]
- Bernède[6]
- Blanc[6]
- Calot[6]
- Camot[6]
- Cassagne[6]
- Cazaudehore[23],[6]
- Chin[6]
- Cournau[6]
- Duclos[6]
- Fam[6]
- Hourticq[6]
- Laborde[6]
- Madaune[6]
- Maribat[6]
- Moulin de Mugain[6]
- Mounpézat[6]
- Pénouilh[6]
- Périco[6]
- Pierroulou[6]
- Porte[24],[6]
- Poudgé[6]
- Rey[6]
- Ser (bois de)[6]

### Voies de communication et transports
La commune est desservie par la route nationale 134 et les départementales 227 et 944.

### Risques majeurs
Le territoire de la commune d'Auriac est vulnérable à différents aléas naturels : météorologiques (tempête, orage, neige, grand froid, canicule ou sécheresse), inondations et séisme (sismicité modérée). Un site publié par le BRGM permet d'évaluer simplement et rapidement les risques d'un bien localisé soit par son adresse soit par le numéro de sa parcelle.
Certaines parties du territoire communal sont susceptibles d’être affectées par le risque d’inondation par une crue à  débordement lent de cours d'eau, notamment le Luy. La commune a été reconnue en état de catastrophe naturelle au titre des dommages causés par les inondations et coulées de boue survenues en 1982, 2009 et 2018,.

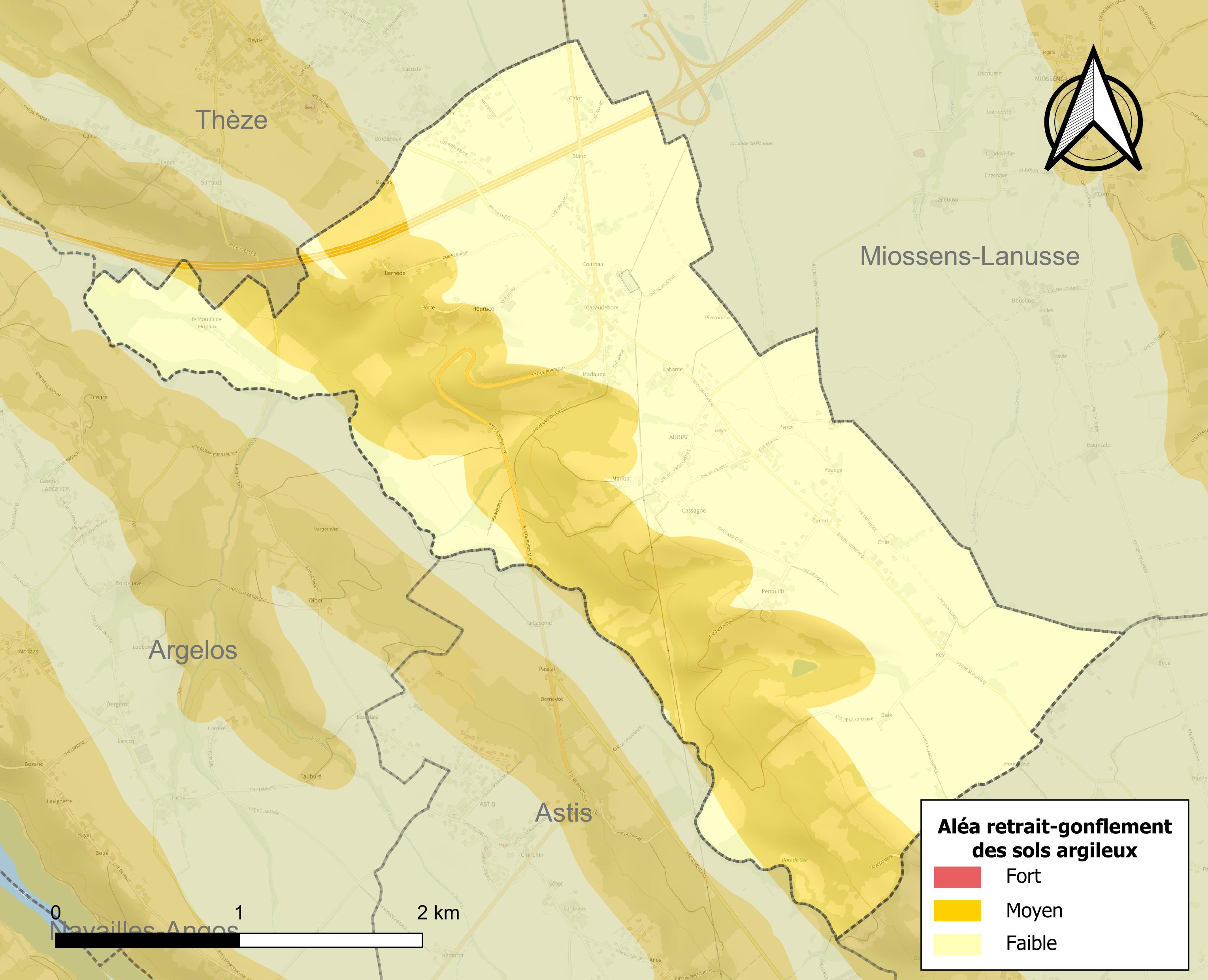
Carte des zones d'aléa retrait-gonflement des sols argileux d'Auriac.

Le retrait-gonflement des sols argileux est susceptible d'engendrer des dommages importants aux bâtiments en cas d’alternance de périodes de sécheresse et de pluie. 39,6 % de la superficie communale est en aléa moyen ou fort (59 % au niveau départemental et 48,5 % au niveau national). Depuis le 1er octobre 2020, en application de la loi ELAN, différentes contraintes s'imposent aux vendeurs, maîtres d'ouvrages ou constructeurs de biens situés dans une zone classée en aléa moyen ou fort,.

## Toponymie
Le toponyme Auriac apparaît sous les formes 
Auriag en 1096 (Pierre de Marca)  et  
Auriac sur la carte de Cassini (fin XVIIIe siècle).
Michel Grosclaude propose l’étymologie Aurius, nom d’homme latin, augmentée du suffixe gallo-romain -acum, soit « domaine d’Aurius ».
Son nom béarnais est Auriac.

## Histoire
Paul Raymond note qu'Auriac est une ancienne annexe d'Argelos.

## Politique et administration

### Liste des maires
| Période                                  | Période  | Identité              | Étiquette | Qualité |
| ---------------------------------------- | -------- | --------------------- | --------- | ------- |
| Les données manquantes sont à compléter. |          |                       |           |         |
| 1995                                     | En cours | Christian Larrouturou |           |         |

### Intercommunalité
Auriac fait partie de cinq structures intercommunales :
- la communauté de communes des Luys en Béarn ;
- le SIVU pour l'assainissement collectif Auriac - Miossens-Lanusse - Thèze ;
- le syndicat d'énergie des Pyrénées-Atlantiques ;
- le syndicat intercommunal d’alimentation en eau potable Luy - Gabas - Lées ;
- le syndicat intercommunal de Garlède - Lalonquette.

## Population et société

### Démographie
L'évolution du nombre d'habitants est connue à travers les recensements de la population effectués dans la commune depuis 1831. Pour les communes de moins de 10 000 habitants, une enquête de recensement portant sur toute la population est réalisée tous les cinq ans, les populations de référence des années intermédiaires étant quant à elles estimées par interpolation ou extrapolation. Pour la commune, le premier recensement exhaustif entrant dans le cadre du nouveau dispositif a été réalisé en 2008.

En 2022, la commune comptait 234 habitants, en évolution de −2,09 % par rapport à 2016 (Pyrénées-Atlantiques : +3,78 %, France hors Mayotte : +2,11 %).
| 1831 | 1836 | 1841 | 1846 | 1851 | 1856 | 1861 | 1866 | 1872 |
| ---- | ---- | ---- | ---- | ---- | ---- | ---- | ---- | ---- |
| 317  | 351  | 330  | 352  | 340  | 339  | 293  | 283  | 287  |

| 1876 | 1881 | 1886 | 1891 | 1896 | 1901 | 1906 | 1911 | 1921 |
| ---- | ---- | ---- | ---- | ---- | ---- | ---- | ---- | ---- |
| 284  | 277  | 257  | 223  | 226  | 227  | 231  | 219  | 189  |

| 1926 | 1931 | 1936 | 1946 | 1954 | 1962 | 1968 | 1975 | 1982 |
| ---- | ---- | ---- | ---- | ---- | ---- | ---- | ---- | ---- |
| 176  | 179  | 184  | 182  | 179  | 163  | 153  | 167  | 166  |

| 1990 | 1999 | 2006 | 2008 | 2013 | 2018 | 2022 | - | - |
| ---- | ---- | ---- | ---- | ---- | ---- | ---- | - | - |
| 180  | 209  | 242  | 252  | 243  | 237  | 234  | - | - |

Auriac fait partie de l'aire d'attraction de Pau.

### Enseignement
Auriac dispose d'une école primaire, qu'elle met en commun avec Garlède-Mondebat, Lalonquette et Miossens-Lanusse au sein d'un regroupement pédagogique intercommunal.

## Culture locale et patrimoine

### Lieux et monuments

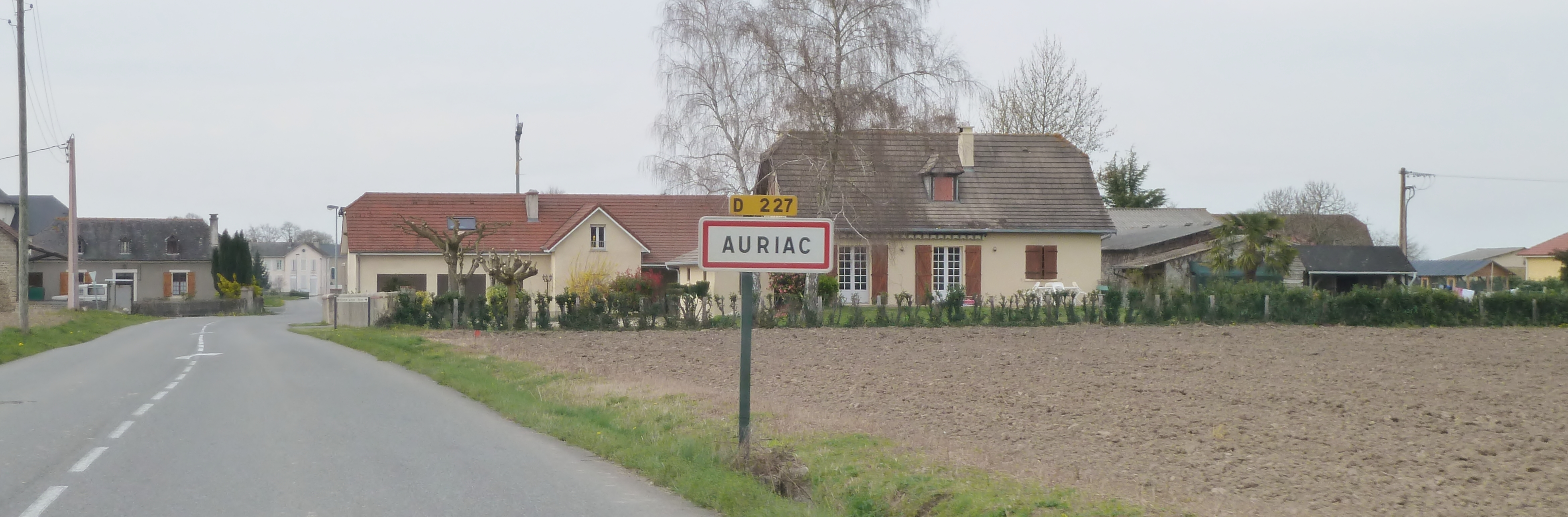
Entrée dans Auriac
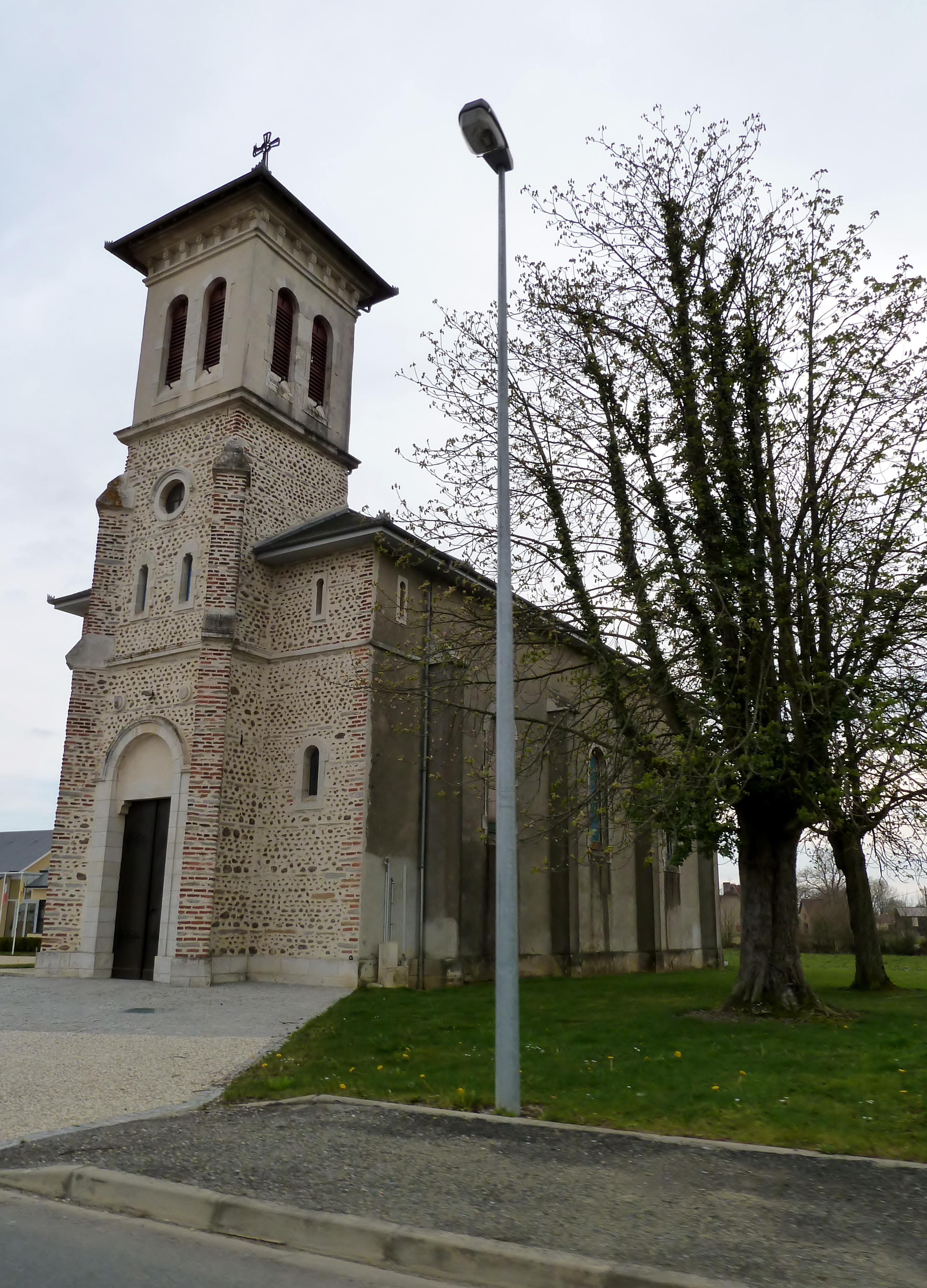
L'église Saint-François-de-Sales.
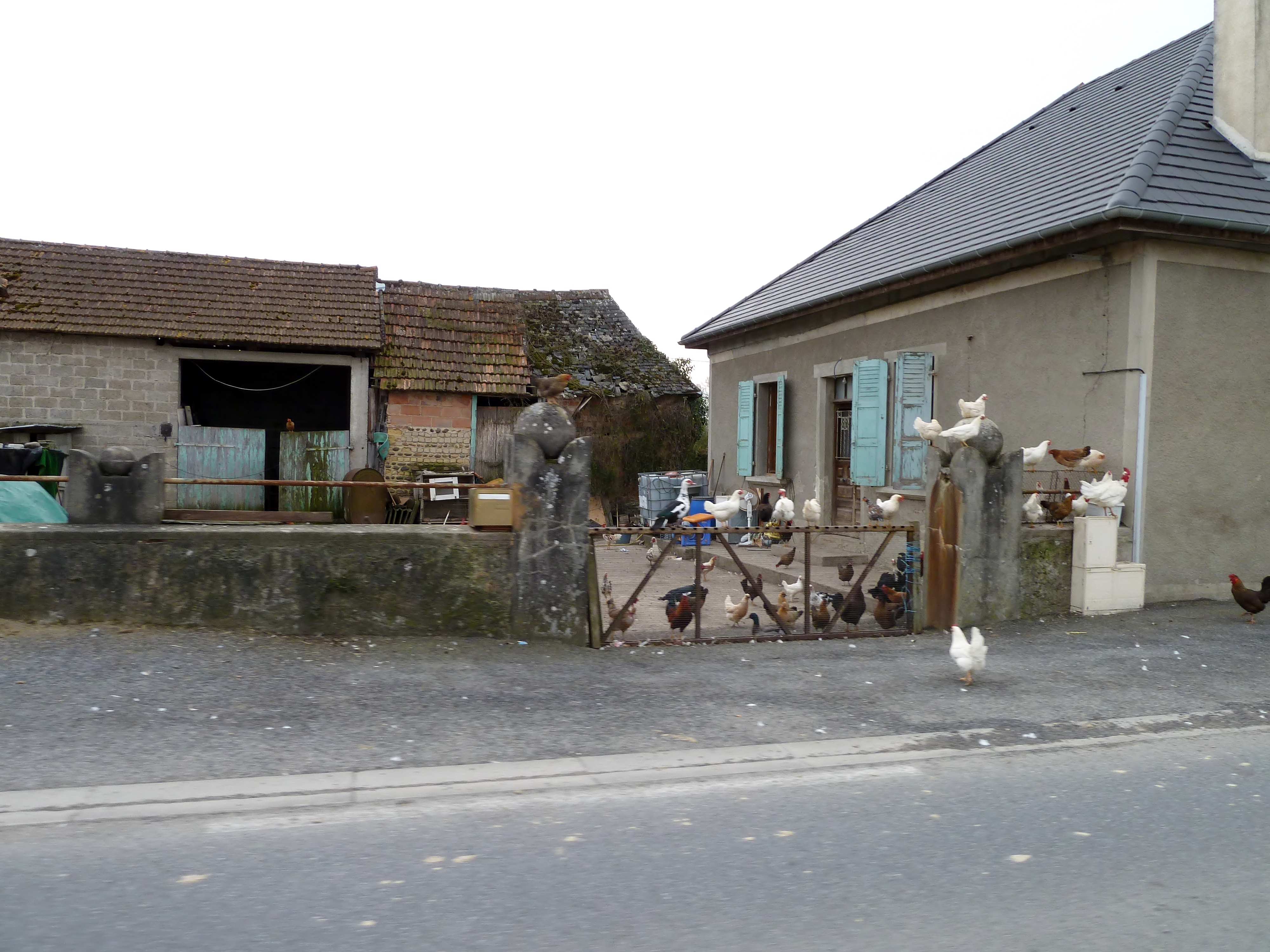
Une ferme d'Auriac.

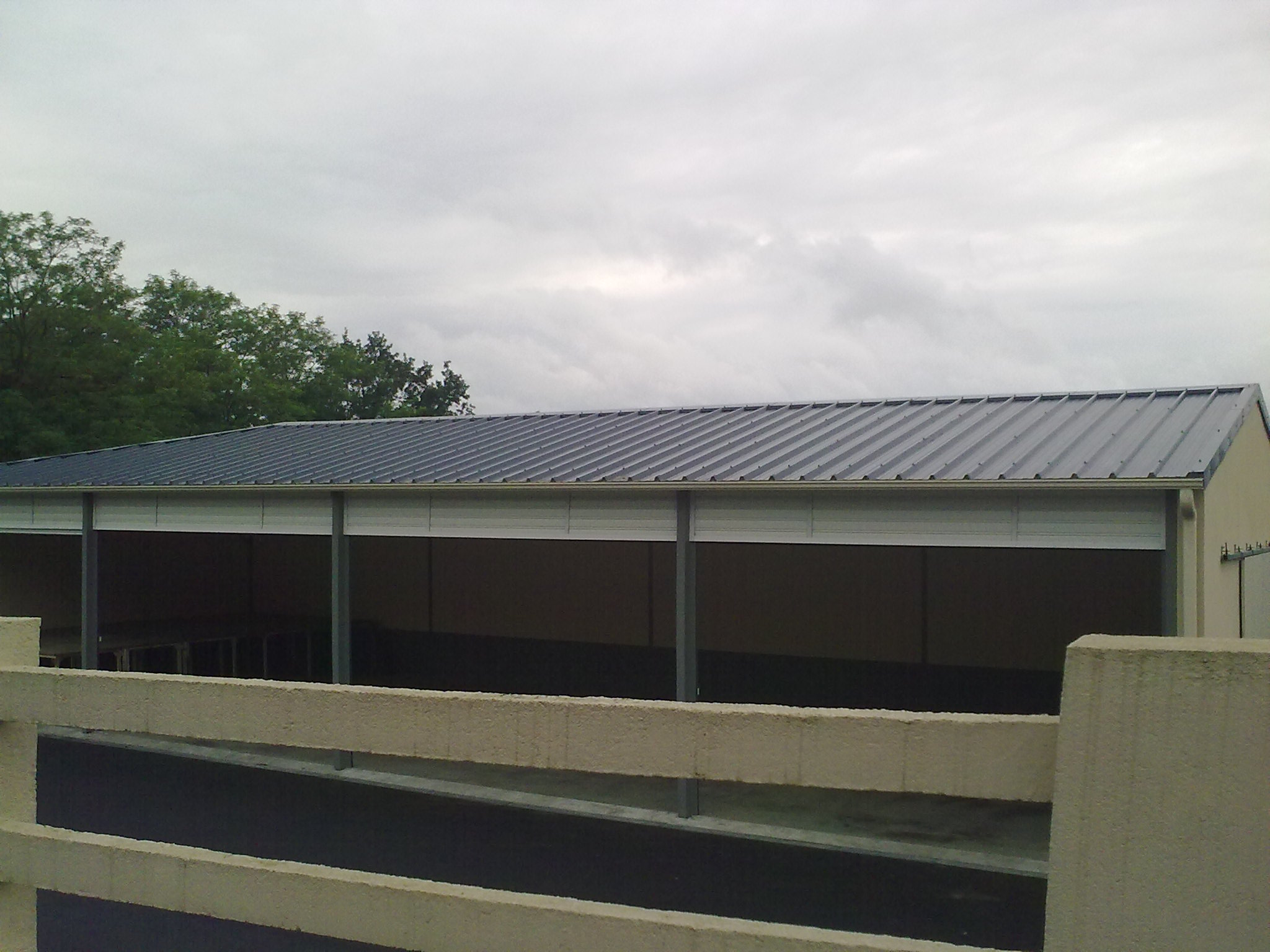
La salle polyvalente.
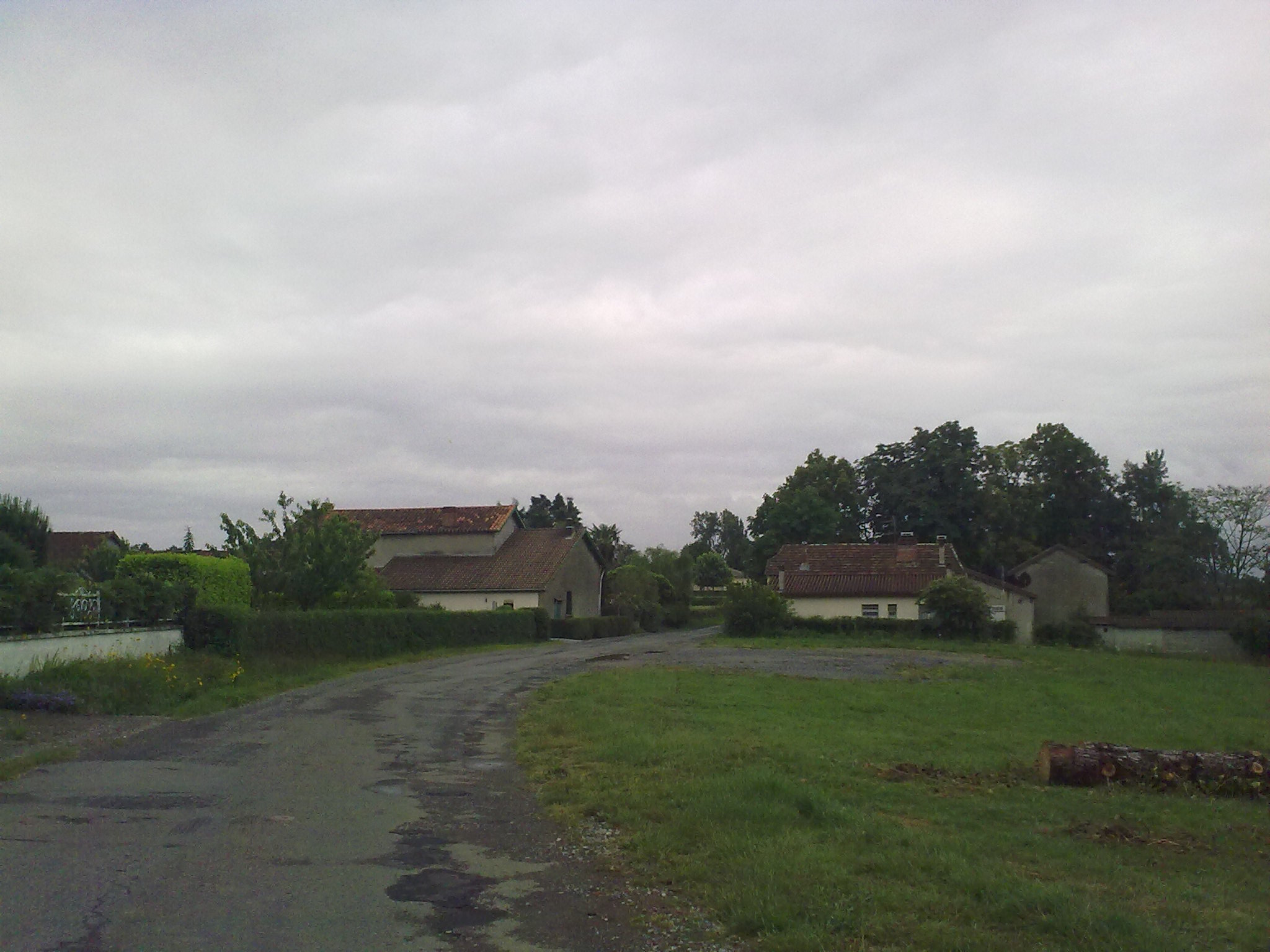
Aubous, le village.
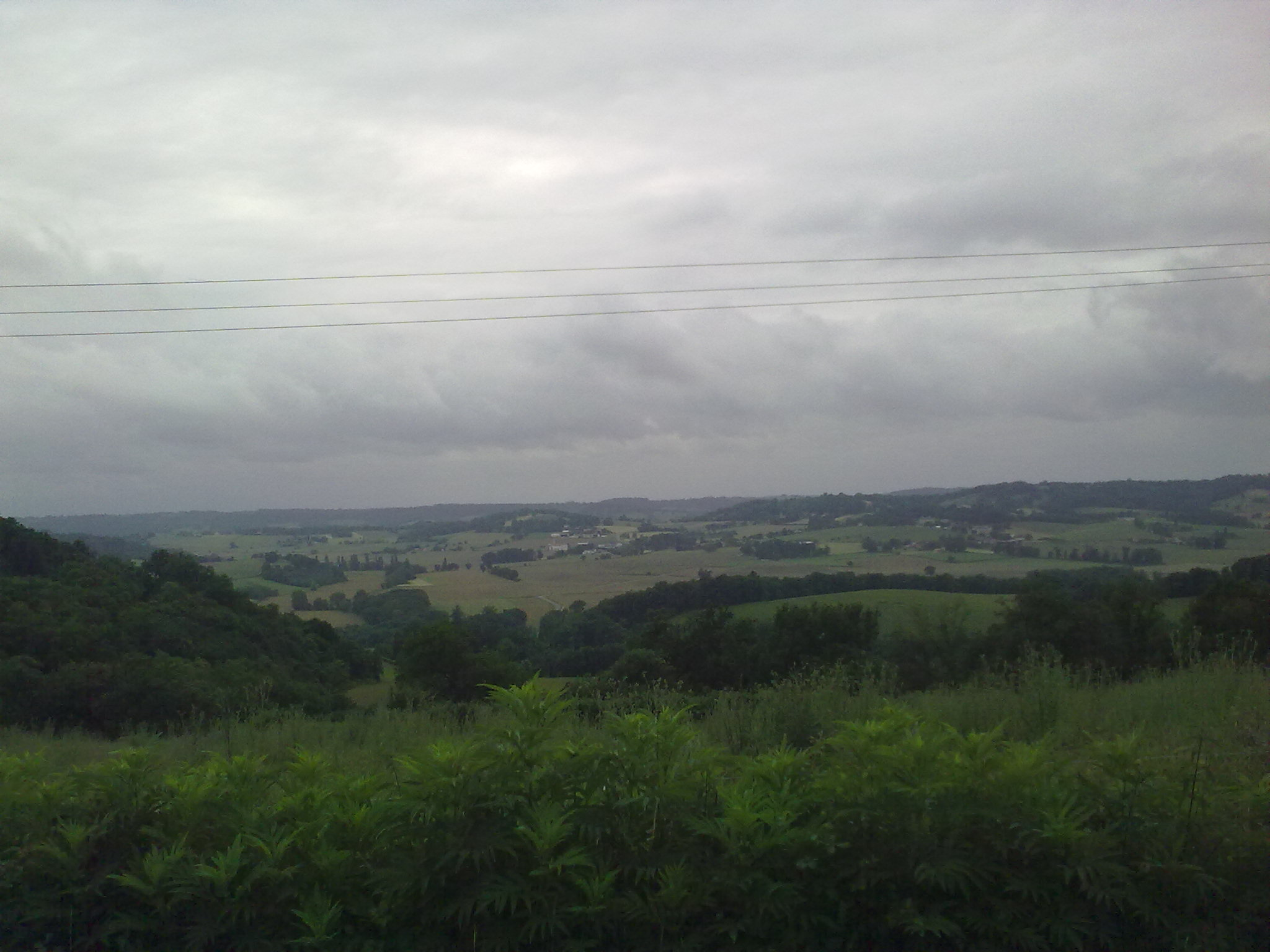
Le paysage vers le sud depuis Aubous.

#### Patrimoine civil
Auriac présente un ensemble de demeures et de fermes,, des XVIe et XIXe siècles, inscrites à l'Inventaire général du patrimoine culturel.

#### Patrimoine religieux
L'église Saint-François-de-Sales fut édifiée en 1885, en remplacement de la précédente du même nom, portée sur la carte de Cassini, et qui datait de la fin du XVIIIe siècle. Elle recèle des objets (chasuble, deux chandeliers d'autel, calice et ostensoir), trois verrières et du mobilier (prie-Dieu, bénitier et ensembles sculptés de maître autel et d'autel secondaire) inscrits à l'Inventaire général du patrimoine culturel.

## Héraldique
| Blason de Auriac | Blason  | Parti : au 1 de sinople à un lévrier arrété la tête contournée d’argent colletée de sable ; au 2 d’or à deux vaches de gueules accornées, colletées et clarinées d’azur l’une au dessus de l’autre, et, brochant sur la partion, en chef au nom de la commune AURIAC en lettres d’argent et en pointe à un portail en arcade d’argent maçonnés de sable et fermé de tenné, la serrure et les bris-d’huis de sable. |
| Blason de Auriac | Détails | Créé par JF Binon. Adopté 2023 |

## Pour approfondir